# スティーヴ・モーズ
スティーヴ・モーズ (英語: Steve J. Morse、1954年7月28日 - ) は、アメリカ合衆国出身のロックミュージシャン、ギタリスト。
「ディキシー・ドレッグス」や自ら率いた「スティーヴ・モーズ・バンド」の活動で知られ、1994年から2022年まで「ディープ・パープル」のギタリストを務めた。

## 経歴

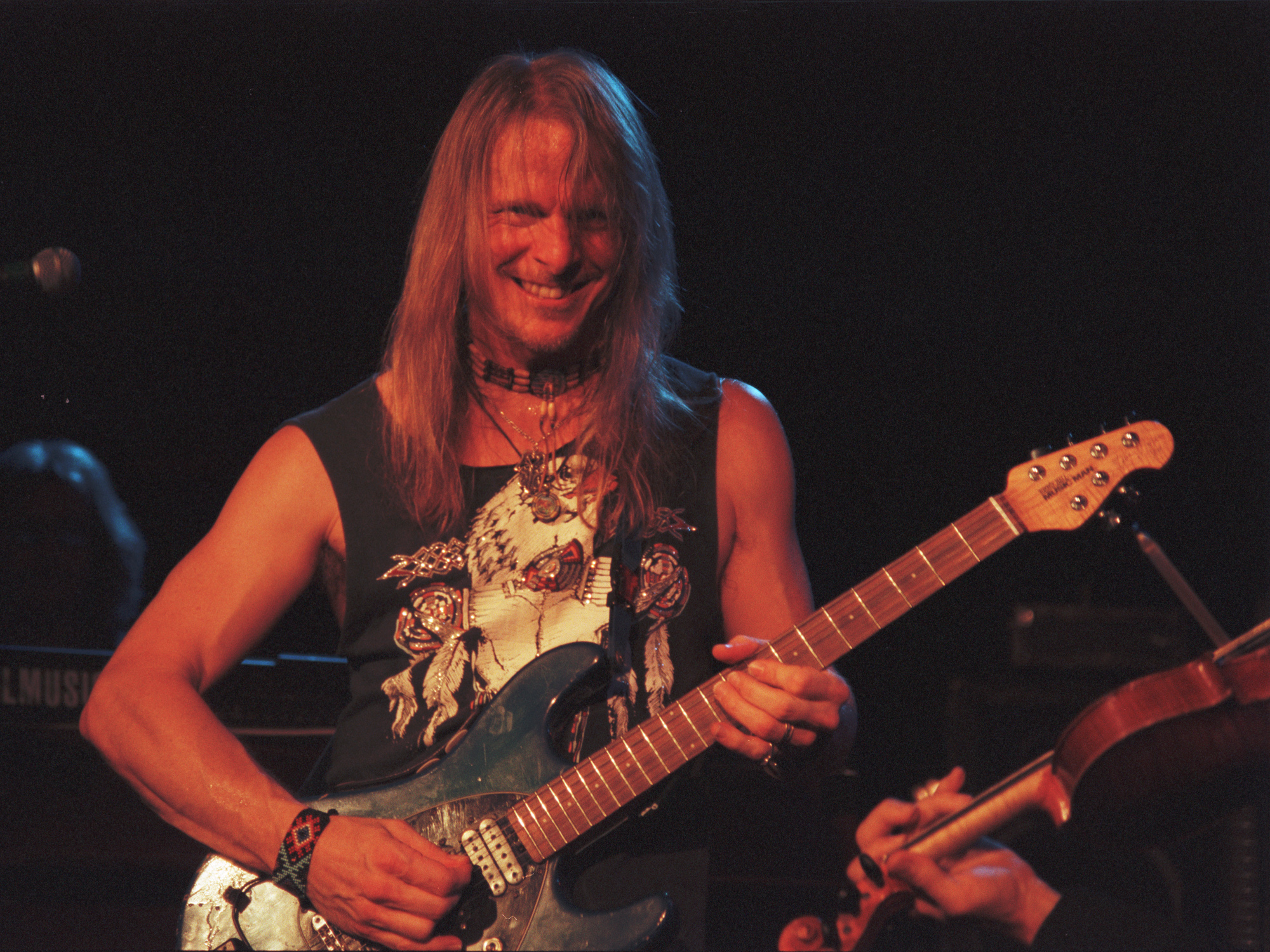
ディキシー・ドレッグス時代 (1999年)

オハイオ州ハミルトン生まれ。家族とともにテネシー州に引っ越す。高校時代に最初のバンド、ディキシー・グリットを結成。その後フロリダ州・マイアミ音楽大学にてクラシックとジャズ・ギターを学ぶ。学友にはパット・メセニー、ブルース・ホーンズビー、ジャコ・パストリアスがいた。クラスメートと共に1974年、ジャズ・ロック・バンド、ディキシー・ドレッグスを結成。1975年、自主制作アルバム『グレート・スペクタキュラー』を発表し、キャプリコン・レコードから1978年にアルバム『フリー・フォール』を発売する。バンド名は一時的に「ドレッグス」に改名していた。
同バンドは1982年のアルバム『インダストリー・スタンダード』を最後に活動を休止。1984年にスティーヴ・モーズ・バンドを結成し、トリオ・バンドのライブ活動を開始する。同年、エレクトラ・レコードと契約して、アルバム『クルーズ・ミサイル』を発表するも、エレクトラは商業的なアルバムをリクエストし、1985年の2作目『スタンド・アップ』はボーカリストやピーター・フランプトン、エリック・ジョンソン、アルバート・リーを迎えてレコーディングしている。1985年にはスティーヴ・ウォルシュのカンサスの再結成に参加しアルバムを制作した。なお、1987年頃、ツアーとレコーディングを繰り返す音楽産業の生活に飽きたモーズは音楽業界から一旦離れ、定期航空便のプロ・パイロットとして生活していた。
再び音楽業界に復帰して、MCAレコードから1989年に初のソロ・アルバム『ハイ・テンション・ワイヤーズ』をリリースし、次いでデイヴ・ラルー、ヴァン・ロメインと共にスティーヴ・モーズ・バンドを再結成、1991年には新生スティーヴ・モーズ・バンドのアルバム『サザン・スティール』を発表した。1992年には、ディキシー・ドレッグスを再結成してライヴ活動を行い、同年、スティーヴ・モーズ・バンドのアルバム『コースト・トゥ・コースト』とディキシー・ドレッグスのライブ・アルバム『ブリング・エム・バック・アライヴ』がリリースされた。
1994年、リッチー・ブラックモアが脱退後、ディープ・パープルからの勧誘を受けて加入。ワールド・ツアーの後、1996年の『紫の証』から現在まで全てのアルバムをメンバーと共作している。また、スティーヴ・モーズ・バンド、ディキシー・ドレッグスでの活動も並行している。
2003年にはディープ・パープルの人脈関係にあるボブ・ディズリーのグループ、リヴィング・ラウドに参加、2006年にはイアン・ギランのアルバム『ギランズ・イン』でグー・グー・ドールズのジョン・レズニックと共演している。
2011年、マイク・ポートノイ、デイヴ・ラルー、ケイシー・マクファーソン、ニール・モーズと組んだプログレッシブ・ロックのスーパーグループ、フライング・カラーズを結成した。
2022年3月 闘病中の妻に付き添うため、5月～7月のディープ・パープルのツアーから一時的に離脱、7月に正式脱退が発表された。

## プレイ・スタイル
ソロ・プレイにおいては、強力なオルタネイトピッキングとクロマティックスケールを駆使した、繊細でいてアタック感の強いフレーズが特徴。アーティフィシャルハーモニクス（人工ハーモニクス）も多用する。また、反復するフレーズを連続させながらフレーズを構築していく「シーケンサー・フレーズ」を多用し、彼のトレードマーク的なものとなっている。
レコーディングではギターの多重録音を多用している。クリーントーンに歪んだトーンを重ねたり、さらにギターシンセサイザーの音色を加える等、分厚い音色を創出している。ギターのスイッチの頻繁な切り替えによっても幅広い音色を得ている所も彼の特徴である。
ピッキングスタイルは極端な逆アングルに構え、親指と人差し指でつまんで持つ。カントリーを演奏する際は、中指と薬指も使う。
ピックアップセレクトは主に低音域でリア、高音域でフロントに切り替えるようにしている。「低音はあまり太くしたくないし、高音は耳障りにならないようにしている」との事。

## 使用楽器、機材

### ギター
- Ernie Ball Musicman STEVE MORSE MODEL "1st lot"
  - スティーヴとミュージックマンが共同開発した、シグネイチャー・モデル。かつて使用していた改造テレキャスターのスペックである、前後ハムバッカーの間にシングルコイルピックアップを2つ並べたものがベースとなっている。フロントよりのシングルコイルは斜めにセットされている（かつては、テレキャスターのフロントピックアップを取り付けていた事もある）。ピックアップは、いずれもディマジオ。3点トグルスイッチを2つ、3点レバースイッチを1つセットし、彼ならではの素早い音色の切り替えに対応している。以前は、ギターシンセサイザーのドライバーを取り付けていたが、現在は取り外され、ブリッジの脇に外した跡が残っている。ボディ材はポプラ、ネックはメイプルにローズウッド。ブリッジは、ストップテールピースとチューン・O・マチックタイプ。彼は、このギターを改造を施しながら20年に渡って愛用している。ディープ・パープル加入後は、本人曰く「アームを使う必要に迫られて」リッチー・ブラックモア在籍時の楽曲に対応させる為に、フロイド・ローズライセンスのトレモロ・ユニットを搭載したモデルが追加され、現在もステージで併用している。

- Ernie Ball Musicman STEVE MORSE MODEL "Y2D"
  - ミュージックマンとスティーヴのリレーション20周年を記念して限定生産されたモデル。ボディのトップに木目の鮮やかなキルテッドメイプルを配し、フロント側のシングルコイルピックアップが廃され（曰く「殆どのユーザーが間違った使い方をしていたし、私も使わなくなっていた」）、スイッチも5点レバースイッチのみとシンプルになっているのが特徴。ピックアップやコントロールはボディにマウントされ、木目を生かした透明なピックガードがセットされる。このモデルにもアーム付きとアーム無しのモデルが存在する。なお、写真でスティーヴが弾いているギターはプロトタイプの1本で、市販された物はピックアップの色が黒と差異がある。

この他にも、かつてはバスカリーノ製エレクトリック・アコースティックギター"Starlight"を使用していた。現在製作者のジョン・バスカリーノはこのモデルの生産を止め、アーチトップ・ジャズギターを主に製作しているが、元々"Starlight"自体はスティーヴからのオーダーによって作られたギターである。

### アンプ
- ENGL Power Ball

- ENGL Special Edition(Steve Morse Signature Model)

## 主な共演者

### スティーヴ・モーズ・バンドのメンバー
- デイヴ・ラルー (Dave LaRue) - ベース
- ヴァン・ロメイン (Van Romaine) - ドラム

### スティーヴ・モーズ・バンド初期のメンバー
- ロッド・モーゲンスタイン (Rod Morgenstein) - ドラム、後にウィンガー加入。
- ジェリー・ピーク (Jerry Peek) - ベース

### その他
ディキシー・ドレッグスとも関わりを持つ人物もいる。
- サラ・スペンサー (Sarah Spencer) - ボーカル
- アンディ・ウェスト (Andy West) - ベース
- アレン・スローン (Allen Sloan) - ヴァイオリン
- ティー・ラヴィッツ (Terry "T" Lavitz) - キーボード

## ディスコグラフィ

### ソロおよびスティーヴ・モーズ・バンド
- 『クルーズ・ミサイル』 - The Introduction (1984年)
- 『スタンド・アップ』 - Stand Up (1985年)
- 『ハイ・テンション・ワイヤーズ』 - High Tension Wires (1989年)
- 『サザン・スティール』 - Southern Steel (1991年)
- 『コースト・トゥ・コースト』 - Coast to Coast (1992年)
- 『ストラクチュラル・ダメージ』 - Structural Damage (1995年)
- 『ストレスフェスト』 - Stressfest (1996年)
- 『メジャー・インパクツ』 - Major Impacts (2000年)
- 『スプリット・ディシージョン』 - Split Decision (2002年)
- 『メジャー・インパクツ・パート2』 - Major Impacts 2 (2004年)
- Prime Cuts (2005年) ※コンピレーション・アルバム
- Cruise Control - Live in New York 1992 (2008年) ※ライブ・アルバム
- Prime Cuts 2 (2009年) ※コンピレーション・アルバム
- 『アウト・スタンディング・イン・ゼア・フィールド』 - Out Standing in their Field (2009年) ※日本盤2010年発売

### DVD
- Sects, Dregs & Rock 'N' Roll (2002年)
- Live in Barden - Barden Germany March 1990 (2005年)

### カンサス
- 『パワー』 - Power (1986年)
- 『イン・ザ・スピリット・オブ・シングス』 - In the Spirit of Things (1988年)
- 『キング・ビスケット・ライヴ』 - King Biscuit Flower Hour Presents Kansas (1998年) ※1989年のライブ音源
- There's Know Place Like Home (2009年) ※ライブ・アルバム

### リヴィング・ラウド
- 『リヴィング・ラウド』 - Living Loud (2003年)
- Live in Sydney 2004 (2005年) ※ライブ・アルバム

### フライング・カラーズ
- 『フライング・カラーズ』 - Flying Colors (2012年)
- Live in Europe (2013年) ※ライブ・アルバム
- Second Nature (2014年)
- Second Flight: Live at the Z7 (2015年) ※ライブ・アルバム